# Theloderma kwangsiense
Theloderma kwangsiense es una especie de ranas endémica de China.
Esta especie se encuentra en peligro de extinción por la pérdida de su hábitat natural.